# Joaquim Folguera i Poal
Joaquim Folguera i Poal (Colònia Güell, Santa Coloma de Cervelló, 25 d'octubre de 1893 - Barcelona, 23 de febrer de 1919) fou un poeta i crític literari català, destacat durant el renaixement literari català per la seva dedicació exclusiva a la lírica.

## Biografia
Nascut el 25 d'octubre de 1893, a la Colònia Güell de Santa Coloma de Cervelló (Baix Llobregat), era fill de l'enginyer industrial Manuel Folguera i Duran i de Madrona Poal i Coret. Físicament discapacitat, abocà a la literatura una intel·ligència i una cultura excepcionals. En el seu llibre bàsic, Les noves valors de la poesia catalana (1919), partint de les escoles maragalliana i mallorquina, jerarquitza els poetes que configuren l'escola noucentista. Fou una de les figures del grup de La Revista de Josep Maria López–Picó, i alhora impulsà els primers assaigs de l'avantguarda a Catalunya: col·laborà a Trossos i Un enemic del Poble, i divulgà els noms internacionals d'aquell corrent. Com a poeta assajà un simbolisme intimista, amb l'empremta de Josep Carner i, alhora, algun ressò de Filippo Tomasso Marinetti: Poemes de neguit (1915) i El poema espars (1917). Pòstumament, sortiren Poemes (1920), Articles (1920), Traduccions i fragments (1921) i Cartes a Claudi Rodamilans. Poc abans de morir va recopilar els seus articles de crítica literària en un sol volum. El 23 de febrer de 1919 morí solter als 25 anys, al carrer del Bruc, núm. 136-138, de Barcelona.
Alguns cal·ligrames seus (poesia visual) es poden veure a la Biblioteca Virtual Joan Lluís Vives/Biblioteca de Catalunya.
La plaça de Joaquim Folguera, al barri de Sant Gervasi de Barcelona, li ret homenatge.
I a Sabadell hi té un carrer dedicat molt bonic i tranquil, carrer del Poeta Folguera, ple d'arbres a banda i banda de dues fileres de cases angleses com en miniatura.

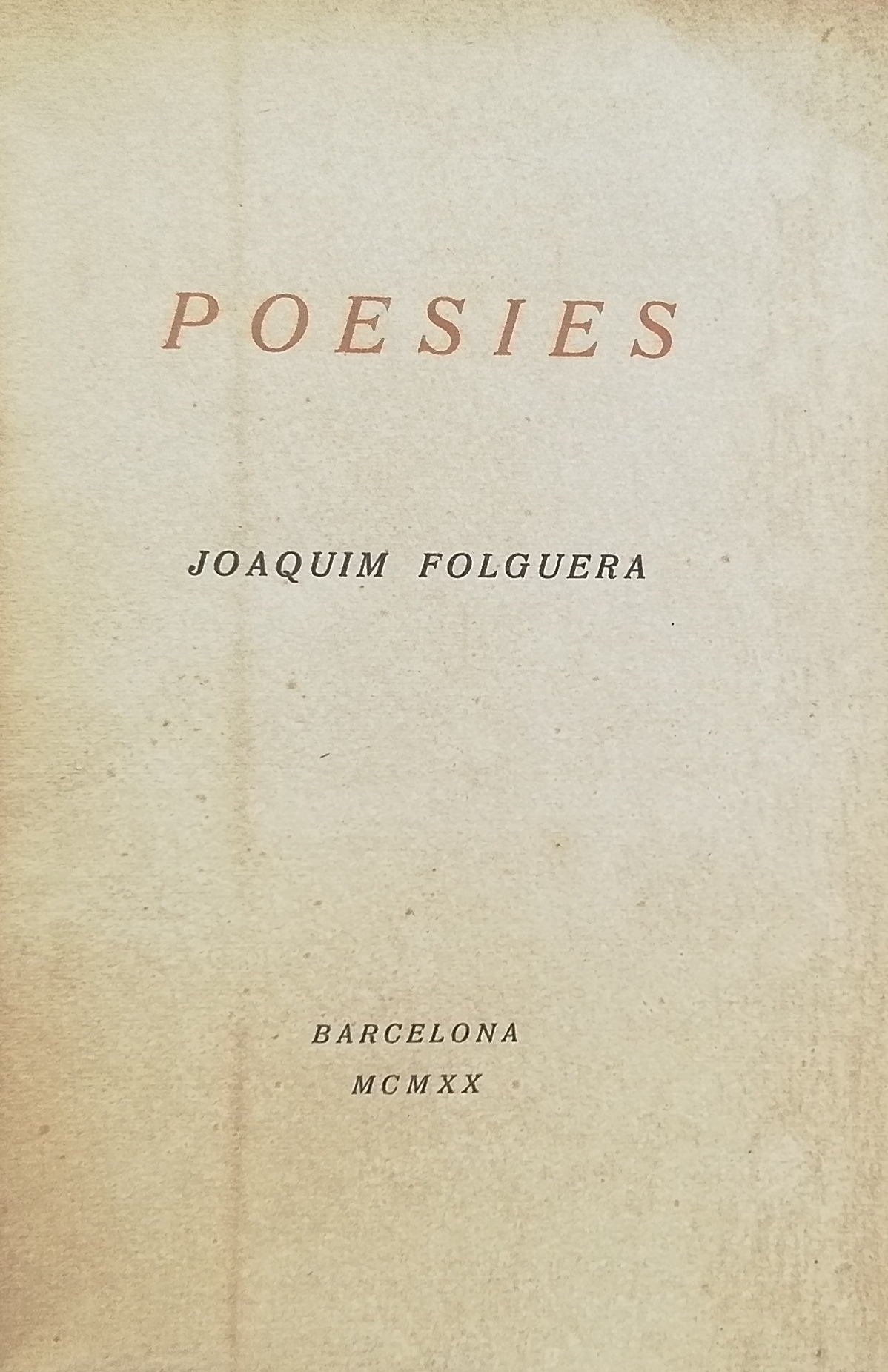
Poesies de Joaquim Folguera, publicat pòstumament l'any 1920

## Obra

### Poesia
- Poemes de neguit (1915)
- El poema espars (Barcelona: Casa Heinrich & Companyia, 1917)
- Poesies (Barcelona: La Revista, 1920), pòstum
- Poemes (Sabadell: Lliga Regionalista de Sabadell, 1925)
- Poesies completes (Barcelona: Rosa dels Vents, 1937; Barcelona: Selecta, 1951)
- Poesia (Sabadell: Fundació La Mirada, 1993)

### Assaig
- Les noves valors de la poesia catalana (Barcelona: La Revista, 1919; Barcelona: Edicions 62, 1976)
- Articles (Barcelona: Impremta La Noografica, 1920)
- Traduccions i fragments (Barcelona: La Revista, 1921)
- Cartes a Claudi Rodamilans (1931)
- La lírica catalana moderna: estudis (Sabadell: Biblioteca Sabadellenca, 1934)
- L'art nou català (Sabadell: Fundació La Mirada, 1993)

## Fragment
| «          | Oh tu, àvol desig, que véns com un glop de tenebra i m'embolcalles l'esperit! Sigui ta febre mortalla del seny, i pren l'obscur domeny de mos sentits enarborats, folls de saber-se dintre tu llançats. Mes, ja que sóc en tu, fes-me segur dintre l'abraç, i encara guarda'm reclòs i acotxa'm bé la faç: que no s'encengui l'alimara folla del desconhort en el descloure las quan els sentits s'han adormit al jaç. | » |
| — Al desig | |   |

## Fons personal
La documentació personal de Joaquim Folguera i Poal custodiada a l'Arxiu Històric de la Ciutat de Barcelona, la integren 428 documents amb un ampli recull de premsa. Té sis apartats: cartes rebudes i cartes enviades; lletres de condol adreçades a Josep M. López Picó i altres documents relatius a la mort de Folguera; manuscrits, amb notes i poesies. El catàleg es clou amb la descripció de les cent seixanta-vuit notícies aparegudes a diferents diaris i revistes nacionals i estrangers amb crítiques literàries i comentaris pòstums de la vida i obra de Joaquim Folguera. La documentació personal de Joaquim Folguera procedeix del llegat de Josep M. López Picó i va ingressar a l'AHCB el 3 de juliol de 1929.